# Gesundbrunnen (Buckautal)

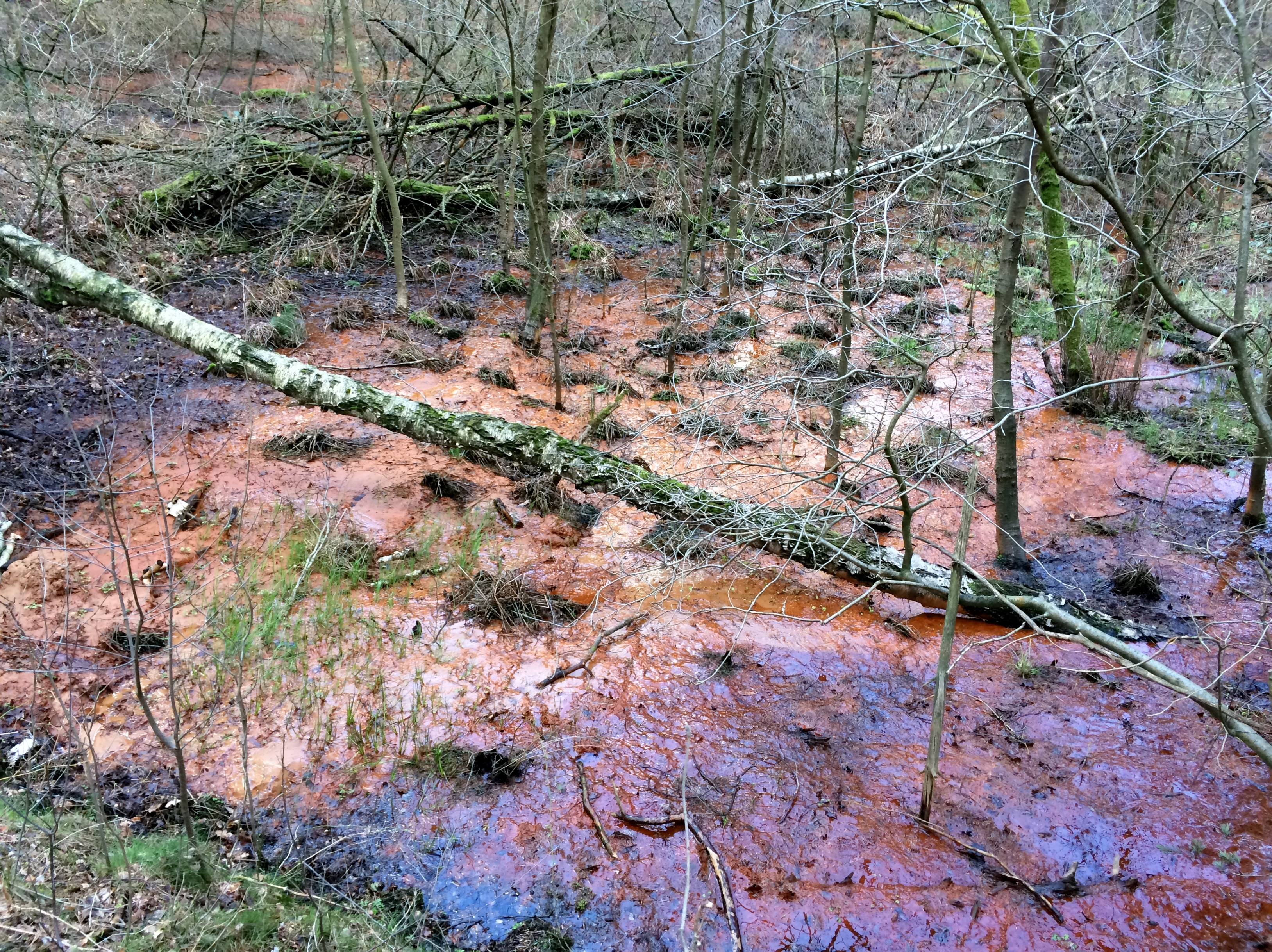
Gesundbrunnen in der Nähe von Buckautal

Der Gesundbrunnen ist ein Quellsumpf in der Nähe von Buckau, einem Ortsteil der Gemeinde Buckautal im Westen des brandenburgischen Landkreises Potsdam-Mittelmark in Deutschland.
Überlieferungen zufolge soll sich die Quelle zu Pfingsten am 23. Mai 1659 geöffnet haben. Seit dieser Zeit tritt mineralhaltiges Wasser aus dem Quelltopf. Der Überlieferung zufolge soll das Wasser eine gesundheitsfördernde Wirkung haben. Am Boden der Quelle haben sich Eisenhydroxide abgelagert, die eine rötliche Färbung des Untergrundes bewirken. Im 21. Jahrhundert treten mehr als 70 Liter Wasser pro Sekunde aus. Damit gilt die Quelle als die schüttungsreichste im Land Brandenburg. Sie mündet in die Buckau.
Die Quelle ist nördlich einer Fischzuchtanlage über einen kleinen Pfad westlich der Bundesstraße 107 erreichbar.